# Győrtelek
Győrtelek là một thị trấn thuộc hạt Szabolcs-Szatmár-Bereg, Hungary. Thị trấn này có diện tích 14,78 km², dân số năm 2010 là 1605 người, mật độ 109 người/km².